# Geschichte der Juden in Kiew
Die Geschichte der Juden in Kiew beschreibt das jüdische Leben seit über 1000 Jahren in Kiew.

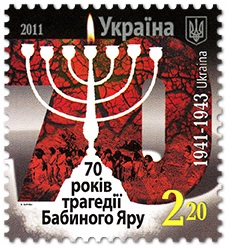
Ukrainische Briefmarke „70 Jahre Babyn Jar“

## Kiewer Rus
Bereits im 10. Jahrhundert lebten Juden in Kiew. Die Stadt wurde im Kiewer Brief erstmals erwähnt.
Im 12. Jahrhundert gab es ein jüdisches Viertel in Kiew. 1124 brannte dieses nieder. Jüdische Handelsreisende berichteten über eine große jüdische Gemeinde in der Stadt.
1240 wurde Kiew von mongolischen Reiterheeren verwüstet.

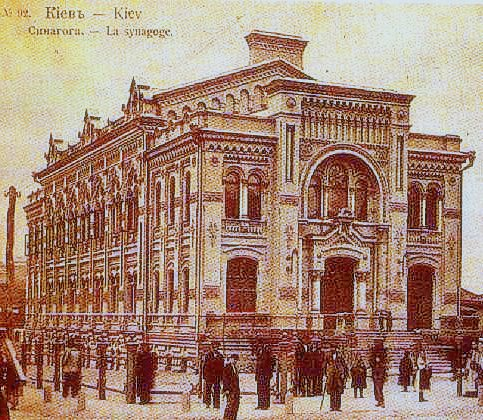
Brodsky-Synagoge 1900. Erbaut aus Mitteln des Kiewer Juden Lasar Brodskyj

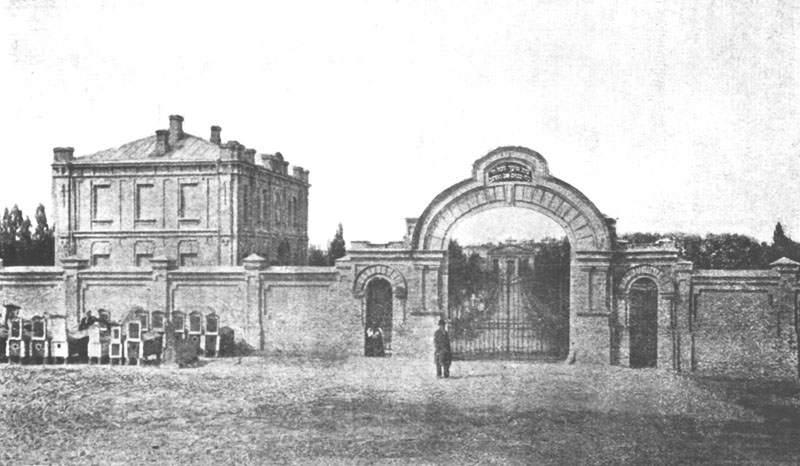
Haupteingang des jüdischen Friedhofs im Jahr 1917

## Polen-Litauen
1362 kam Kiew zum Großfürstentum Litauen.
Die jüdische Bevölkerung hatte dort relativ freie Lebensbedingungen.
1495 und 1616 kam es zu Ausschreitungen gegen Juden.
1648 wurden während des Chmelnyzkyj-Aufstandes viele Juden getötet.

## Russisches Reich
1654 kam Kiew an das Russische Zarenreich. Juden war es dann verboten, in Kiew zu leben.
Ab 1793, kurz vor der Dritten Teilung Polens, durften Juden wieder in Kiew leben, woraufhin in der Stadt eine der größten jüdischen Gemeinschaften in der Ukraine entstand.
1881 gab es Pogrome gegen Juden.
1894 wurde der jüdische Friedhof Lukjaniwskyj errichtet, auf dem bis 1937 die Mehrzahl der Juden der Stadt beerdigt wurden.
1895 wurde die Podil-Synagoge erbaut, 1898 die Brodsky-Synagoge und die karäische Kenesa. Im Jahr 1902 befanden sich unter den rund 319.000 Einwohnern etwa 20.000 Polen und 12.000 Juden. 1905 gab es erneut schwere Pogrome.
1919 wurden im Russischen Bürgerkrieg viele Juden in Pogromen getötet.

## Sowjetunion
1926 wurden die Brodsky-Synagoge und die Kenesa geschlossen, 1929 die Podil-Synagoge. 1939 lebten 224.000 Juden in Kiew.
Während der deutschen Besetzung Kiews wurden 1941 beim Massaker von Babyn Jar 35.000 jüdische Einwohner Kiews getötet, 1942 15.000.
Viele Juden kehrten nach dem Zweiten Weltkrieg nach Kiew zurück. 1945 kam es zu Ausschreitungen gegen Juden mit vier Toten. 1946 gab es eine Synagoge, die 1960 wieder geschlossen wurde. Der jüdische Friedhof wurde 1962 beseitigt.
Seit 1991 emigrierten viele Juden nach Westeuropa oder nach Israel.

## Ukraine
Heute gibt es zwei Gemeinden in der Stadt, mit Synagogen und Schulen. Die Jüdische Gemeinde Kiew steht seit dem Jahr 2000 unter der Leitung von Oberrabbiner Jonatan Markowytsch, einem offiziellen Gesandten des Lubawitscher Rebbe.